# Покровська вулиця (Житомир)
Покровська вулиця — вулиця в Богунському районі міста Житомир.
Названа на честь свята Покрови Пресвятої Богородиці, релігійна громада церкви якої знаходиться на цій вулиці.

## Розташування
Бере початок від Київської вулиці на перетині її з Михайлівською вулицею, біля Михайлівського собору. Прямує на північ, в напрямку міста Коростень, через що мала таку назву.
Перетинається з проспектом Незалежності, вулицями Львівською, Михайла Грушевського, Степана Бандери, Гончарною, Лесі Українки, Домбровського, Миколи Сціборського, Євгена Рихліка, Героїв Чорнобиля, Бульби-Боровця, Парниковою, Северина Наливайка, Чеською Крошнею, Парковою, Гранітною, Богдана Хмельницького, Тарновського, Звягельською, Цегляною, Андріївською, Піщаною, Івана Сірка, Північною, провулками Львівським, Каретним, Сікорського, 1-м Капітульним, 2-м Капітульним, Кавалерійським, Священика Жилюка, Навчальним, Ставковим, Луковим, Паволоцьким, Садовим, Богуна, Садовою алеєю.
Між вулицями Парниковою та Северина Наливайка вулицю перетинає річка Крошенка, рух через яку здійснюється через бетонний міст.
Одна з найдовших вулиць міста. Довжина вулиці — 6300 метрів.
До вулиці прилягає один з найбільших базарів Житомира — Сінний ринок.

## Історія
Попередні назви вулиці — Крошенська вулиця, Петербурзька вулиця, Велика Петербурзька вулиця, Петроградська вулиця, Галицька вулиця, Велика Коростенська вулиця, вулиця Щорса.
6 червня 2015 року питання перейменування вулиці на вулицю Коростенську розглядалося на сесії Житомирської міської ради, однак голосів депутатів за перейменування не набралось.
Відповідно до розпорядження Житомирського міського голови від 19 лютого 2016 року, топонім отримав назву «Покровська вулиця».

## Установи
- Департамент містобудування та земельних відносин Житомирської міської ради — буд. № 6
- Відділення № 3 «Нова пошта» — буд. № 20
- Житомирський обласний центр профілактики та боротьби зі СНІДом — буд. № 28
- Відділення Приватбанку — буд — № 43
- Відділення «А-Банку» № 121 — буд. № 43
- Сінний ринок — буд. 54
- Житомирська кондитерська фабрика «Житомирські ласощі» — буд. № 67
- Житомирський котлозавод «Кріґер» — буд. № 81
- Житомирський районний відділ ГУМВС України в Житомирській області — буд. № 88
- Житомирський районний суд Житомирської області — буд. № 90
- Управління патрульної поліції у м. Житомирі — буд. № 96
- Житомирський агротехнічний коледж — буд. № 96
- Церква Покрови Божої Матері — буд. № 98
- Відділення Ощадбанку — буд. № 127
- Житомирська центральна районна бібліотека — буд. № 131
- Поштове відділення № 31 «Укрпошти» — буд. № 139

## Транспорт
Вулицю перетинає трамвайна колія по вулиці Михайла Грушевського та залізнична колія в напрямку міста Звягель між вулицями Тарновського та Звягельською.
- Трамвай № 1 — на перетині з вулицею Михайла Грушевського
- Тролейбус № 4, 4А, Н4, 6
- Автобус № 4, 4А, 8, 10, 12, 30, 37, 53, 53А